# 帕氏似鯔銀漢魚
帕氏似鯔銀漢魚（學名：Pseudomugil paskai），為輻鰭魚綱銀漢魚目似鯔銀漢魚科的其中一種，分布於巴布亞紐幾內亞Fly河流域，體長可達3公分，為熱帶淡水魚，棲息在水生植物生長茂盛且雨林覆蓋的溪流底中層水域，生活習性不明，可做為觀賞魚。

## 擴展閱讀
維基物種上的相關：帕氏似鯔銀漢魚